# کنجی ایجیما
کنجی ایجیما (انگلیسی: Kenji Iijima؛ زادهٔ ۲ فوریهٔ ۱۹۳۵) بازیکن هاکی روی چمن اهل ژاپن بود.